# Mörka skogen-hypotesen
Mörka skogen‑hypotesen (engelska: dark forest hypothesis) är en föreslagen lösning på Fermis paradox. Hypotesen antar att många teknologiska civilisationer existerar men medvetet döljer sin närvaro, eftersom varje okänd civilisation potentiellt utgör ett existentiellt hot. Metaforen beskriver universum som en mörk skog där varje civilisation agerar som en beväpnad jägare: det säkraste är att förbli tyst – eller slå till först om någon ger sig till känna.
Idén populariserades av den kinesiske författaren Liu Cixin i romanen Den mörka skogen (2008), men motivet förekom redan i vetenskapliga diskussioner och science‑fiction‑litteratur.

## Bakgrund
Trots decennier av organiserade SETI‑sökningar saknas entydiga tecken på intelligent utomjordiskt liv. Detta strider mot (1) att det finns otaliga potentiellt beboeliga planeter och (2) att liv på jorden expanderar tills det fyller alla tillgängliga nischer.  Spänningsfältet mellan sannolik livspridning och observerad tystnad är Fermis paradox.

## Innebörd
Hypotesen bygger på fyra premisser:  
1. Antalet civilisationer är stort.
2. Överlevnad är primärt mål för varje civilisation.
3. Resurser är ändliga och tekniksprång kan vara abrupta.
4. Civilisationer kan aldrig känna till andras avsikter.

Därav följer en ”kedja av misstänksamhet”: det rationella är att förbli osynlig eller agera preemptivt mot varje civilisation som avslöjar sig. Fysikern Stephen Hawking har varnat för att aktiv METI‑kommunikation kan röja jordens position och utlösa fientlig respons.

## Ursprung och utveckling
Konceptet formulerades tydligast i Liu Cixins roman, där Ye Wenjie lanserar ”kosmisk sociologi” och liknar universum vid en mörk skog. Liknande teman finns i Greg Bears The Forge of God (1987) och i diskussionen om "dödssonder" – självreplikerande robotar som utplånar konkurrerande liv.

## Förhållande till andra hypoteser
Till skillnad från bärsärk‑hypotesen, som förutsätter att liv redan har utrotats, medger mörka skogen‑scenariot samexistens så länge alla tiger. Det kan ses som ett specialfall där dödssonder bara aktiveras vid upptäckta radiosignaler.

## Spelteoretisk tolkning
I spelteoretiska termer är det ett sekventiellt spel med ofullständig information: alla inser riskerna men saknar säker kunskap om motpartens avsikter. Optimal strategi blir därför icke‑kommunikation och eventuellt förebyggande angrepp.

## Kritik
- Undantagsargumentet – det räcker att en civilisation ignorerar tystnadsregeln för att bryta den kosmiska tystnaden.[8]
- Teknisk osynlighet – signaler kan döljas i frekvensband eller kommunikationsformer vi ännu inte kan detektera.
- Antropocentriska antaganden – hypotesen kan spegla mänsklig erfarenhet av geopolitik snarare än universella principer.

## I populärkulturen
Konceptet förekommer i Fred Saberhagens Bärsärk‑serie, Pellegrino & Zebrowskis The Killing Star (1995) och tv‑adaptionen *The Three‑Body Problem* (Netflix, 2024).